# Münchsmünster
Münchsmünster é um município da Alemanha, no distrito de Pfaffenhofen, na região administrativa de Oberbayern, estado de Baviera.